# Селдова акула
Селдовата акула (Lamna nasus) е вид акулова риба от семейство Селдови акули, широко разпространена в студените и умерени води на северния Атлантически океан и в океанските води на южното полукълбо. На дължина достига до 2,5 m, а теглото ѝ е обикновено до 135 kg. Индивидите от северноатлантическите популации по правило са по-големи на размери от тези в южното полукълбо, а също така се различават по окраската и поведението си. Цветът на тялото е сив на гърба и бял по коремните части. Селдовата акула притежава набито масивно тяло, което се издължава напред в заострена муцуна и назад в опашка с тясна основа. Акулата притежава широки гръдни и първа гръбна перки, но сравнително дребни коремни, втора гръдна и анална перки, както и кръстовидна опашна перка. Едни от най-характерните черти за този вид са заострените триъгълни зъби, бялото петно на гърба на гръбната перка и двата чифта латерални килове на опашката.
Селдовата акула се храни предимно с костни риби и главоноги, които улавя при първа възможност при движението си нагоре и надолу във водата. Най-често може да бъде открита в богатите на храна слоеве на външния континентален шелф, но понякога навлиза и в открити води на дълбочини дори до 1360 m. Селдовата акула предприема сезонни миграции на дълги разстояния, като се премества от плитки и дълбоки води. Този вид акула е доста бърз плувец и е много активна, за което помагат физиологичните и адаптации за поддържане на телесна температура по-висока от тази на околната вода. Може да се срещне по единично или на стада и е известна с привидно игривото си поведение. Селдовата акула е неплацентарен яйцеживороден вид с оофагия, което означава, че ембрионите остават в матката на женската след излюпване и се хранят с наоплодени и недоразвити яйца. Типичното котило е от четири малки, които се появяват всяка година.
Много малък брой атаки от акули се считат за причинени от селдови акули. Самата селдова акула е обект на спортен риболов. Месото и перките на селдовата акула са ценена храна, което е причина за дългогодишното изтребване на този вид акули. Селдовата акула не може да компенсира натиска върху популациите, предизвикан от усиления риболов, поради ниската си репродуктивна способност. Целенасоченият промишлен риболов на този вид риба във водите около Норвегия е причина за колапса на северноатлантическата популация през 50-те и 60-те години на 20 век. Международният съюз за защита на природата (IUCN) оценява селдовата акула като уязвим вид в световен мащаб, но в различни части на северния ареал видът е застрашен или дори критично застрашен.

## Таксономия
Първото научно описание на селдовата акула дава френският натуралист Пиер Жозеф Бонатере през 1788 година, което от своя страна се основава на по-ранните наблюдения на вида, извършени около 1769 година от уелския природоизпитател Томас Пенант. Бонапарте нарича този вид акула Squalus nasus, като видовото име е взето от латинската дума за нос (nasus) . През 1816 година френският натуралист Жорж Кювие поставя селдовата акула в собствен подрод Lamna, който по-късно е признат за самостоятелен род . Така селдовата акула получава научното си име Lamna nasus (Bonnaterre, 1788).

## Филогения и еволюция
Няколко филогенетични изследвания, основани на морфорогичните характеристики и секвенцията на митохондриалната ДНК, представят връзката между селдовата акула и другия вид от същия род Lamna ditropis , типична за северните части на Тихия океан . Родът Lamna се появява преди 65 до 45 милиона години. Времето на дивергенция на двата съвременни вида не е уточнено, въпреки че се счита че важен момент за това е формирането на полярен лед в Атлантическия океан, което евентуално е изолирало акулите от северните части на Атлантическия и Тихия океани .
Фосилни находки от селдова акула са известни от късния миоцен (приблизително преди 7,2 милиона години), намерени в Белгия и Нидерландия, също от плиоцен (приблизително преди 5,3 до 2,6 милиона години), намерени в Белгия, Испания, Чили, както и от плейстоцен (преди 2,6 милиона до 12 хиляди години), намерени в Нидерландия . Намерени са и зъби, датирани от еоцен (преди 50 до 34 милиона години), които приличат на зъби на представителите на род Lamna, но не е установено дали това не са друг тип акули. Налице са затруднения при таксономията на фосилни остатъци за рода Lamna, тъй като морфологията на зъбите силно варира в рамките на вида .

## Разпространение и местообитание
Селдовата акула е широко разпространен вид, като прави впечатление предпочитанието към студени води. Може да бъде забелязана между 30° и 70° северна ширина и между 30° и 50° южна ширина, т.е. с характерно отсъствие в тропичните води . В северните части на Атлантическия океан, селдовата акула се среща от Нюфаундленд в Канада, около Гренландия, Скандинавия и Русия, а южните граници се простират до Ню Джърси и Бермуда, Азорските острови, Мадейра и Мароко. Селдовите акули навлизат в Средиземно море, но не и в Черно море. Нормално селдовите акули от северноатлантическата популация достигат най-южно до бреговете на Южна Каролина и до Гвинейския залив , но бременни женски са забелязвани и във водите на Саргасово море и дори до Испаньола, където раждат своите малки . В южното полукълбо селдовите акули са разпространени в широка ивица от бреговете на Чили, Бразилия, провинция Западен Кейп на Република Южна Африка, около бреговете на Австралия и Нова Зеландия, а за най-южните точки от арела се считат водите на Антарктическата конвергенция . Съществува хипотеза, според която селдовите акули са колонизирали южното полукълбо по времето на кватернерното заледяване, когато тропическите зони са били значително по-тесни .
Акулите от този вид могат да се открият в литоралната зона на дълбочини от 1 m до сравнително големи дълбочини от 1360 m близо до океанското дъно . Съществува единично наблюдение на селдови акули, открити в бракични води, като това са млади екземпляри от лагуна край Буенос Айрес в Аржентина . Експерименти с проследяването на селдови акули край британските острови показват значителни вертикални отклонения при краткотрайните миграции. Вертикалните миграции стават все по-чести с нарастване на дълбочината и съответната температура, като в по-плитки води акулите все по-рядко променят дълбочината си, прекарвайки деня си в по-плитки води и спускайки се надълбоко през нощта . В по-дълбоки води селдовите акули сменят често вертикалните си координати, а през нощта изплуват в по-горни пластове . Селдовите акули предпочитат води с температури между 5 °C и 10 °C, но са наблюдавани в диапазона 1 °C до 23 °C .
Популациите на селдова акула от северното и южното полукълбо са напълно отделени една от друга. В северния Атлантически океан има две основни популационни находища — източно и западно, индивидите на които много рядко обменят генетичен материал. Наблюдаван е един-единствен екземпляр, прекосил Атлантическия океан от бреговете на Ирландия до водите на Канада (около 4260 km). Предполага се наличието и на няколко обособени популационни находища и в южното полукълбо. В северноатлантическата популация индивидите сегрегират по размер и пол, а в южната тихоокеанска популация сегрегацията е по размер. Така например мъжките превъзхождат по брой женските в съотношение 2:1 край бреговете на Испания, а женските са с 30% повече при селдовите акули край Шотландия . По-възрастните екземпляри обикновено са в по-плитките води в сравнение с младите .
Сезонни миграции са наблюдавани и при двете основни популации на селдова акула. В западните части на Атлантическия океан голяма част от индивидите прекарват пролетта в дълбоките води на континенталния шелф на Нова Скотия и мигрират около 500 до 1000 km, за да прекарат лятото и есента в по-плитките води на Нюфаундленд и водите около Квебек . В източните части на Атлантическия океан селдовите акули прекарват пролетта и лятото в плитки води на континенталния шелф, а през зимата мигрират до по-дъбоки открити води . В южните части на Тихия океан, селдовите акули са около 30° южна ширина по време на зимата и пролетта, но се оттеглят на юг до 35° южна ширина по време на лятото .

## Физическа характеристика
Селдовата акула притежава масивно набито тяло с вретеновидна форма. Дългата конична муцуна завършва с остър връх, поддържан от силно калцифицирани носни хрущяли. Очите са големи и черни на цвят, без мигателна ципа. Акулата притежава малки „S“-образни ноздри, разположени отпред и под нивото на очите. Устата е голяма и силно извита с умерено издадени челюсти . Северноатлантическите селдови акули имат 28 до 29 реда зъби на горната челюст и 26 до 27 реда зъби на долната челюст, докато при селдовите акули от южното полукълбо са налице 30 до 31 реда зъби на горната и 27 до 29 реда на долната челюст . Всеки зъб е силно дъговидно извит в основата и сравнително прав към върха. Селдовите акули имат пет чифта хрилни дъги, сравнително дълги и разположени пред гръдните перки .
Гръдните перки са тесни и дълги. Първата гръбна перка е голяма, със закръглен връх и разположена зад линията на основата на гръбните перки. Коремните перки са много по-малки от първата гръбна перка. Втората гръбна перка и аналната са също малки, разположени на една линия. Страните на опашната основа са белязани от наличието на опашен кил, като има и втори кил под основния. Опашната перка е голяма и кръстовидна, като горната и долната половина са с почти еднаква дължина . Кожата е мека и покрита с дребни, плоски кожни зъби, които придават чувство за допир на кадифе. Всеки кожен зъб има три хоризонтални бразди, които завършват в задния ръб .
Окраската на гръбната част до коремните перки е сива до сребриста. Коремната област е бяла, като при индивидите от южната популация има тъмно оцветяване около главата и мътни петна разпръснати по корема. Свободният край от задната част на първата гръбна перка е светло сив, често бял, което придава характерен вид на този тип акула.
Селдовите акули достигат на дължина до 3,7 m, въпреки че по-типично тялото е с размери до около 2,5 m . Женските акули са по правило по-големи (около 3 m) от мъжките (около 2,5 m) в северноатлантическата популация, докато индивидите на южната популация са относително по-малки и без голяма разлика между половете (средно 2 m при мъжките и 2,1 m при женските) . Селдовите акули достигат средно на тегло до 135 kg, но рекорден екземпляр е улавян край бреговете на Шотландия през 1993 година, с тегло 230 kg .

## Поведение
Селдовите акули са бързи и енергични. Могат да се открият поединично или на групи . Вретеновидното тяло, тясната опашна основа с килове и кръстовидният опашен плавник са адаптации към ефикасно достигане на бързи скорости, подобно на други активни и бързоподвижни риби (например риба тон и марлин). Въпреки това селдовата акула е с едно от най-масивните туловища сред представителите на семейството и като последица плува относително сковано — движи опашната си перка, но тялото е относително неподвижно, което осигурава бързо придвижване при висока енергийна ефективност, но на цената на слаба маневреност. Големите хрилни дъги позволяват постъпването на повече кислород към тъканите. Селдовите акули имат и ивици от „червена мускулна тъкан“ по протежение на страните на тялото, които са способни на независима от контракция от останалата „бяла“ мускулатура. Това увеличава подвижността на рибата при използването на по-малко енергия .
Селдовите акули имат поведение, което може да се оприличи на игра . Известни са наблюдения от бреговете на Корнуол, където селдовите акули се увиват и търкалят около келпа, разположен на повърхността. Тази активност се счита, че води до стимулация и разузнаване, но е възможно да служи и за намиране на храна около келпа или за пречистване от паразити . В допълнение селдовите акули забелязвани на групи са способни да се гонят една друга или да си играят с обекти, плуващи във водата .
Като неприятели на селдовите акули се сочат голямата бяла акула (Carcharodon carcharias) и косатките (Orcinus orca), но това не е документирано. Има наблюдение за селдова акула от бреговете на Аржентина, която е носила белези от ухапване от акулата Carcharhinus brachyurus или сходен вид, но не е известно дали това е опит за нападение или е по-скоро резултат от конкуренция или междувидова борба . Сред известните паразити по селдовите акули са Dinobothrium septaria и Hepatoxylon trichiuri , както и Dinemoura producta , Laminifera doello-juradoi  и Pandarus floridanus . Естествената смъртност при селдовите акули е относително ниска, като доситига до 10% при младите, 15% при възрастните мъжки и 20% при възрастните женски в рамките на западната северноатлантическа популация .

### Хранене
Селдовите акули са активни хищници, като се хранят предимно с дребна или средна по размер плячка. Сред храната са костни риби, като скумрии, сардини и херинга, близо до повърхността или редица други придънни риби. Главоногите и то предимно сепии също могат да служат за храна, по-рядко и черноморски акули (Squalus acanthias) или други по-дребни акули. При изследване на стомашното съдържимо на селдовите акули са открити и черупки на мекотели, ракообразни, бодлокожи и други безгръбначни, но се счита, че те са погълнати случайно или заедно с друга храна .
В западните части на Атлантическия океан селдовите акули се хранят преди всичко с пелагични риби и сепии пред пролетта, а през есента преминават на по-дълбоководна плячка. Това сочи, че селдовите акули са опортюнистичен хищник без ясно предпочитана храна .
През пролетта и лятото, селдовите акули от британските острови и тези около Нова Скотия се съсредоточават в топлите течения, където намират изобилие от храна в лицето на риби, които от своя страна са привлечени от високите нива на зоопланктон .
При ловуване селдовите акули се потапят от повърхността дълбоко почти до дъното, многократно на всеки няколко часа, като се счита, че вертикалното движение стимулира откриването на обонятелни следи .

### Размножаване
Продължителността и началото на размножителния цикъл е еднакво за селдовите акули от северното и южното полукълбо, което е сравнително странно предвид отместването на сезоните с шест месеца. Това предполага, че размножаването не е повлияно от температурата или продължителността на деня, а е по-скоро резултат от физиологията на вида . Чифтосването става между септември и ноември, но женски с пресни белези от чифтосване са забелязвани и през късния януари край Шетландските острови. По време на любовната игра мъжките хапят женските по гръдните перки и областта около хрилете, което им помага за задържане при копулация . Известни са две места за западната северноатлантическа популация, където селдовите акули се размножават — край Нюфаундленд и край бреговете на Мейн . Полово зрелите женски имат един яйчник, разположен от дясната страна на тялото и две функциониращи матки. Те са способни да дават потомство всяка година. Малките са често четири, като две по две се разполагат във всяка матка, но в редки изключения може да има едно малко или пет . Гестационният период продължава около 8 до 9 месеца .
Подобно на останалите представители на семейството, селдовите акули са аплацентарни яйцеживородни животни, като при малките се наблюдава оофагия, т.е. изхранване с неоплодени яйца. По време на първата половина от бременността, женската овулира и продуцира огромен брой яйца пакетирани в яйчни капсули с размер до 7,5 cm, които се отлагат в двете матки. В ранните етапи от развитието си ембрионите се поддържат първоначално от жлъчно мехурче, като на този етап те имат обособени външни хриле и спираловидни черва. Когато емрионът достигне между 4,2 и 9,2 cm, външните хриле изчезват, а материалът от жлъчното мехурче е почти напълно изчерпан. Малко по-късно ембрионите развиват зъби и започват да се хранят от неоплодените яйца, разположени наблизо .
Новородените са с размери между 58 и 67 cm и не надминават 5 kg на тегло. Около една десета от теглото се пада на черния дроб, въпреки че при излизането си на бял свят в стомаха има и значителни резерви от жълтък, погълнат през вътреутробния период . Средната скорост на нарастване е около 7 до 8 cm на месец . Понякога едно от малките е с по-малки размери, но е добре развито. Това е в резултат от конкуренцията в майката при поглъщането на яйца, които в редки случаи могат да са в недостиг . Малките се появяват през април до септември, с пикове през април – май за северноатлантическата популация или юни – юли за популацията от южното полукълбо.
И при двата пола нарастването е с относително сходни темпове, но женските съзряват полово по-късно и при по-големи размери . През първите четири години от живота, селдовите акули нарастват с около 16 до 20 cm на година, което е сходно при северната и южната популация . При северноатлантическата популация мъжките съзряват при размер от 1,6 до 1,8 m (възраст от 6 до 11 години), а женските при размер 2 до 2,2 m (възраст 12 до 18 години) . При популацията от южното полукълбо, мъжките съзряват полово при размер 1,4 до 1,5 m (8 до 11 години), а женските при размер 1,7 до 1,8 m (възраст около 18 години) . Най-старата улавяна селдова акула е с размери 2,5 m на възраст около 26 години . Въпреки това се счита, че максималната продължителност на живот може би е около 30 до 40 години за атлантическата популация  и дори до 65 години за южната тихоокеанска популация .

### Терморегулация
Подобно на останалите представители на семейството, селдовите акули са ендотермични животни. При тях голямо количество топлина се генерира от метаболизма на червена мускулатура, която е богато кръвоснабдена. Чрез кръвообращението топлината се разнася из цялото тяло .
Селдовите акули са способни да поддържат по-висока телесна температура от тази на околната среда, като по потенциал отстъпват само на втората акула от същия род (Lamna ditropis). Червената мускулатура, която участва в този процес, е разположена надлъжно по протежение на гръбначния стълб, а мрежата от артерии, която кръвоснабдява тази тъкан е съставена от около 4000 малки артерии, групирани в сплитове . Числено е документирано поддържането на телесна температура с около 8 °C до 10 °C по-висока от околната . Именно високата телесна температура позволява на този вид акули да развиват високи скорости, да ловуват в дъблоки води за голям период от време и да населяват територии, които са неблагоприятни за други видове акули . Температурата на мозъка и очите се поддържа с около 3 °C до 6 °C по-висока от околната, което е приспособление за рязка смяна на дълбочините или оцеляване при по-студени течения и като цяло осигурява по-добро зрение и кратко време за реакция .

## Връзки с хората
Въпреки че са способни и физически пригодени да атакуват хора, селдовите акули почти никога не нападат хора, въпреки че има много редки сведения за атаки, причинени от селдови акули . Към 2009 година са известни три нападения над хора, за които се счита, че са извършени от селдови акули — една провокирана, но не и фатална и други две върху лодки . Някои от атаките са дело на акули от друг вид, но са погрешно индентифицирани като селдови акули. В Северно море са забелязвани и документирани случаи, при които селдови акули гонят водолази, работещи около нефтените платформи, и дори леко блъскайки ги, но никога не са наблюдавани случаи на ухапване. Тези сблъсъци най-вероятно не са продиктувани от хищнически инстинкти, а по-скоро от изследователско поведение или защита .
В миналото селдовите акули са били разглеждани като неприятели за стадата от дребна риба, използвани за промишлен риболов . Селдовата акула е високо ценен обект на спортен риболов в Ирландия, Великобритания и САЩ, което нанася поражения на естествените популации.

### Природозащитен статус и опазване
Рязкото намаляване на числеността на популацията на селдови акули от двете страни на Атлантическия океан е типичен пример за последици от риболова. Фактори, като малкия брой на малките от едно котило, дългия период на полово съзряване и неконтролируемото улавяне на екземпляри от всички възрасти, правят селдовата акула чувствителна към човешка активност . Международният съюз за защита на природата класифицира вида като световно уязвим , застрашен от изчезване в рамките на западния Атлантически океан и критично застрашен в източния Атлантически океан  и Средиземно море .